# Elvir Baljić
Elvir Baljić (Sarajevo, 8 juli 1974) is een voormalig profvoetballer uit Bosnië. Nadien werd hij trainer. Baljić was een flankspeler en kon als offensieve middenvelder uit de voeten.

## Clubcarrière
Baljić begon zijn carrière als voetballer bij FK Željezničar uit Bosnië. Hij viel op door zijn goede spel en vertrok voor een klein bedrag naar FK Sarajevo in 1993. Door de oorlog in voormalig Joegoslavië moest Baljić Bosnië verlaten. Hij ging naar Turkije en tekende voor het ambitieuze Bursaspor. Jaren speelde hij met veel succes voor de club en was vaak de uitblinker van het elftal. Een vertrek naar een topclub was nabij. Fenerbahçe en Galatasaray deden er alles aan om de Bosnische spelmaker in te lijven. Uiteindelijk vertrok Baljić naar Fenerbahçe.
Bij Fenerbahçe groeide Baljić uit tot een echte topper, waarbij hij zelfs opviel bij de scouts van het grote Real Madrid. Na twee goede seizoenen voor Fenerbahçe met veel doelpunten, vertrok Elvir Baljić in het seizoen 1999/00 naar Real Madrid. Voor Baljić liep zijn periode bij Real Madrid niet geheel vlekkeloos. De Bosniër kende aanpassingsproblemen, kampte met verscheidene blessures en de concurrentie werd hem te zwaar. Dit leidde ertoe dat de speler in het seizoen 2000/01 verhuurd werd aan zijn voormalige club Fenerbahçe. Bij Fenerbahçe speelde Baljić zo onherkenbaar slecht dat de club aangaf niet langer van zijn diensten gebruik te willen maken. Real Madrid besloot de speler weer te verhuren, nu aan stadsgenoot Rayo Vallecano. Ook hier kon de Bosniër geen potten breken. In de zomer van het seizoen 2002/03 tekende Baljić bij Galatasaray. Even leek de oude Baljić weer teruggekeerd, maar weer liep het mis. Onverwachts beëindigde Cim-bom in 2004 het contract van de linkspoot.
Na korte periodes bij het Turkse Konyaspor en Ankaragücü dacht de speler serieus na over het beëindigen van zijn carrière. Hij was namelijk niet vaak meer met voetbal bezig, maar meer met zijn andere passie, muziek. Baljić heeft in zijn thuisland Bosnië en Herzegovina een eigen cd uitgebracht.
Tot 2008 speelde de Bosnische aanvaller bij het Turkse Istanbulspor, in de tweede divisie van Turkije.

## Interlandcarrière
Baljić heeft 38 interlands gespeeld en 14 keer gescoord voor het nationale elftal. Onder leiding van bondscoach Fuad Muzurović maakte de aanvaller zijn debuut op woensdag 24 april 1996 in de vriendschappelijke thuiswedstrijd tegen Albanië (0-0) in Zenica. Hij moest in dat duel na 78 minuten plaatsmaken voor collega-debutant Ekrem Bradarić (HNK Rijeka). Andere debutanten in dat duel namens Bosnië waren Fahrudin Omerović (İstanbulspor), Mirza Varešanović (Girondins de Bordeaux), Suvad Katana (KAA Gent), Mirsad Hibić (Hajduk Split), Admir Šušić (Čelik Zenica), Pavo Dadić (Čelik Zenica), Meho Kodro (FC Barcelona), Halim Stupac (NK Jedinstvo), Ekrem Bradarić Ivica Jozić (VfL Wolfsburg) en Nermin Šabić (NK Osijek). Op 9 oktober 1999 scoort Baljić vier keer in de EK-kwalificatiewedstrijd in en tegen Estland: 1-4.

## Trivia[bron?]
- Elvir Baljić beschikt ook over een Turks paspoort.[1]
- In Turkije wordt Baljić Baliç genoemd.
- Baljić is verscheidene keren getrouwd geweest.
- In 2005 kwam zijn eerste CD uit.
- Baljić is in eigen land nu populairder als zanger dan voetballer.
- Baljić werd Fenerbahçe's duurste speler ooit door zijn transfer naar Real Madrid. Naar verluidt zou Real Madrid 18 miljoen dollar hebben neergelegd voor de spelmaker.[2]
- Baljić werd in de Spaanse kranten gekozen tot een van de slechtste buitenlandse speler ooit die in de Primera División speelde.[3]

## Erelijst
| Competitie            |             |                  |             |             |
| Competitie            | Aantal      | Jaren            |             |             |
| Real Madrid           | Real Madrid | Real Madrid      | Real Madrid | Real Madrid |
| --------------------- | ----------- | ---------------- | ----------- | ----------- |
| Champions League      | 2x          | 1999/00, 2001/02 |             |             |
| Fenerbahçe            |             |                  |             |             |
| Landskampioen Turkije | 1x          | 2000/01          |             |             |

| Individueel                      |    |            |
| Bosnisch voetballer van het jaar | 2x | 1998, 1999 |